# 桑折藩
桑折藩（日语：／ Koori-han */?）是位於日本陸奧國桑折（現福島縣伊達郡桑折町）的藩，前身是白河新田藩（日语：／ Shirakawa-shindenhan */?），後繼為篠塚藩（日语：／ Shinozuka-han */?）和上里見藩（日语：／ Kamisato-han */?），成立於元祿13年1月11日（1700年3月1日），藩廳是桑折陣屋，歷任藩主均是譜代大名和陣屋持，大名家是奧平松平家，石高為二萬石，江戶藩邸推測位於濱町二丁目（現東京都中央區日本橋濱町二至三丁目）。

## 歷史
桑折自鎌倉時代起是桑折氏的領地，文祿3年（1594年）時是蒲生氏領，進入江戶時代後最初是會津藩領，慶長6年（1601年）時是出羽米澤領，慶長8年（1603年）時是米澤藩領，寬文4年（1664年）時是幕府領，延寶7年（1679年）時是福島藩領，天和2年（1682年）再度成為幕府領，貞享3年（1686年）冬天，幕府代官柘植傳兵衛將陣屋從福島町轉移至桑折村後，展開對信夫郡和伊達郡共六萬八千石領地的管治。
桑折藩的前身白河新田藩成立於元祿元年10月15日（1688年11月7日），由白河藩主松平忠弘以新田分知形式分予其入贅女婿松平忠尚而來。元祿5年7月21日（1692年9月1日），忠尚受白河藩御家騷動的牽連，先後被處以閉門和逼塞，在同年12月20日（1693年1月25日）獲赦免，與此同時忠弘則轉封至出羽山形藩十萬石。《藩史大事典》推測忠尚在其後仍然領有原本白河新田藩的領地。元祿13年1月11日（1700年3月1日），忠尚以二萬石轉封至桑折，取代江戶幕府的桑折代官所，創立桑折藩。
忠尚在上任後，首先強化以家老為中心，配置郡代、代官和割元的村方三役的地方支配制度，翌年和第三年時進行新田檢地，嘗試增加年貢，又制訂了新的小物成。享保4年11月2日（1719年12月12日），大給松平家的松平乘春五男松平忠曉作為忠尚的養子繼任為第二任藩主，享保8年（1723年）在半田銀山發現的礦脈，促使銀礦產量增加，忠曉本人則曾經擔任奏者番和寺社奉行。享保21年4月6日（1736年5月16日），忠曉之子松平忠恒繼任為第三任藩主，他雖然在延享4年3月11日（1747年4月20日）就任奏者番，但是幕府為了取得半田銀山而在同年7月收回銀山以及其附近村落等約一萬零二百二十五石的領地，同時以上野國邑樂郡、吾妻郡、碓冰郡、綠野郡以及伊豆國田方郡內的土地為替地，伊達郡內剩餘的八村共七千七百五十石則據傳在其後於東大枝村（現福島縣伊達市梁川町東大枝）設置陣屋。
與此同時，忠恒在邑樂郡篠塚村（現群馬縣邑樂郡邑樂町篠塚）設置陣屋，桑折藩也因而廢藩，篠塚藩隨之成立，領地遍佈三國六郡內共五十村。寬延元年（1748年）8月，篠塚藩在伊達郡的部分領地被幕府收回，原本設於東大枝的陣屋也轉移至五十澤村（現福島縣伊達市梁川町五十澤），相對地則獲賜予碓冰郡和群馬郡內三千六百五十石，篠塚陣屋也隨之轉移至碓冰郡上里見（現群馬縣高崎市上里見町），改稱上里見藩，表高為二萬石，實高是二萬五千二百零三石。同年閏10月，忠恒升任為若年寄。明和4年閏9月28日（1767年11月19日），忠恒轉封至上野小幡藩，領地也轉移至上野甘樂郡、多胡郡和碓冰郡內，伊達郡餘下的領地則被幕府收回，改設桑折代官所，上里見藩也因而廢藩。另外，桑折本身除了安永4年（1775）至寬政元年（1789年）時為仙台藩預地外，自此開始一直均是幕府領。

## 歷任藩主
| 大名家     | 家格            | 藩主名稱 | 石高   | 經歷                |
| ---------- | --------------- | -------- | ------ | ------------------- |
| 奧平松平家 | 譜代大名 陣屋持 | 松平忠尚 | 二萬石 | 白河新田藩主        |
| 奧平松平家 | 譜代大名 陣屋持 | 松平忠曉 | 二萬石 |                     |
| 奧平松平家 | 譜代大名 陣屋持 | 松平忠恒 | 二萬石 | 篠塚藩主→上里見藩主 |

## 領地
桑折藩、篠塚藩和上里見藩的領地如下，基於相給，領地也有可能同時是皇室領、幕府領、其他藩領、旗本領或寺社領。
| 令制國     | 郡         | 町村 數目  | 領地 |            |
| 白河新田藩 | 白河新田藩 | 白河新田藩 | 白河新田藩 | 白河新田藩 |
| ---------- | ---------- | ---------- | --- | ---------- |
| 不明       |            |            | |            |
| 桑折藩     |            |            | |            |
| 陸奧國     | 伊達郡     | 20村       | 桑折村、石母田村、藤田村、鳥取村、小坂村、內谷村、泉田村、山崎村、貝田村、谷地村、南半田村、北半田村、森山村、光明寺村、塚野目村、東大枝村、西大枝村、西大窪村、五十澤村、東大窪村 |            |
| 篠塚藩     |            |            | |            |
| 上野國     | 邑樂郡     | 不明       | 篠塚村 |            |
| 上野國     | 吾妻郡     | 不明       | 原町村 |            |
| 上野國     | 碓冰郡     | 不明       | 中里見村 |            |
| 陸奧國     | 伊達郡     | 8村        | 塚野目村、東大枝村、西大枝村、五十澤村、森山村、光明寺村、西大窪村、東大窪村 |            |
| 上里見藩   |            |            | |            |
| 伊豆國     | 田方郡     | 8村        | 不明 |            |
| 上野國     | 邑樂郡     | 5村        | 北大島村、古海村、下小泉村、下三林村（其餘不明） |            |
| 上野國     | 吾妻郡     | 6村        | 新卷村、市城村（其餘不明） |            |
| 上野國     | 利根郡     | 20村       | 羽場村、二枚原村、新卷村、布施村、師田村（其餘不明） |            |
| 上野國     | 群馬郡     | 2村        | 中室田村（其餘不明） |            |
| 上野國     | 碓冰郡     | 8村        | 上大島村、上里見村、下里見村、中里見村（其餘不明） |            |
| 上野國     | 綠野郡     | 3村        | 牛田村、川除村、根岸村 |            |
| 陸奧國     | 伊達郡     | 5村        | 五十澤村、森山村、光明寺村、西大窪村、東大窪村 |            |